# Аструд Жилберто
Аструд Жилберто (порт. Astrud Gilberto; Салвадор, 29. март 1940 — Филаделфија, 5. јун 2023), рођена као Аструд Евангелина Вејнерт (порт. Astrud Evangelina Weinert), била је бразилска певачица самбе и боса нове. Најпознатија је по својој песми ”Девојка из Ипанеме“ (порт. Garota de Ipanema) за коју је добила Греми награду.

## Биографија
Аструд Жилберто је рођена 29. марта 1940. године у Салвадору, у држави Баија, смештеној на североистоку Бразила. Ћерка је мајке Бразилке и оца Немца. Одрасла је у Рио де Жанеиру. Удала се за Жоаа Жилберта 1959. године и емигрирала у Сједињене Државе 1963. године. Живи у САД од тог времена. Аструд и Жоао су се развели средином 1960их година након чега је она ушла у везу са њеним музичким партнером Стеном Гецом.
Певала је две композиције на најутицајнијем албуму Getz/Gilberto из 1963. године у дуету са Жоаом Жилбертом, Стеном Гецом и Антониом Карлосом Жобимом, упркос чињеници да пре симања ових композиција никада није професионално певала. Године 1964. сингл верзија Девојке из Ипанеме, узете из албума из 1963. године, изоставља текст на португалском који пева Жоао Жилберто, Аструд се утврђује као певачица боса нове, новог жанра бразилске музике којег су Жобим и Жоао заједно основали 1950их година. Сингл постаје светски хит продавши преко милион примерака и бива награђен златним диском. 1964. године Аструд се појављује у у филмовима Get Yourself a College Girl и The Hunged Man. 1965. излази њен први соло албум који носи једноставан назив Аструд Жилберто. Након пресељења у САД, она одлази на турнеју са Гецом. Почиње као стандардна певачица боса нове и америчког џеза. Аструд почиње да снима своје композиције у 1970има. Снимала је песме на португалском, енглеском, шпанском, италијанском, француском, немачком и јапанском језику.
Њеној се 1982. године придружује њен син Марсело, са којом је више од десет година ишао на турнеје као басиста. Поред тога, сарађивао је као копродуцент албума Live in New York из 1996. године и албума Temperance 1997. године. Њен син Грегори Ласорса свира гитару на алубуму Temperance, у песми Beautiful You, у којој пева и Мајкл Френкс.
Аструд Жилберто добија „Америчку латино-џез награду за животно дело“ 1992. године и бива примљена у „Међународну латино музичку кућу славних“ 2002. године. Године 1996. предочава проблем AIDS-а на албуму Red Hot + Rio, продукцијске куће Red Hot Organization, испуњавајући песму Desafinado (португалски – „мало изнемирен“ или „искључено“), заједно са Џорџом Мајклом. Иако званично није у пензији она, 2002. године, узима „неодређену паузу“ од јавних наступа.
Њена оригинална композиција Fly Me to the Moon бива преиначена у дует са Френк Синатром за саундтрек филма Down with Love (2003). Њену композицију Who Can I Turn To? користи група The Black Eyed Peas за њихову песму Like That на албуму Monkey Business. Њен вокал из песме Berimbau бива коришћен од стране америчког DJ-а Кат Кемиста, у својој песми The Garden. Њена композиција Once I Loved коришћена је 2007. године у филму Џуно. Песма Astrud Басије Цецелевске из 1987. године са албума Time and Tide представља омаж Аструд Жилберто.
Аструд Жилберто је ватрени заштитник права животиња.

## Дискографија

### Званични албуми[4]
- Stan Getz/Astrud Gilberto — Getz Au-Go-Go (Verve, 1964)
- The Astrud Gilberto Album (Verve, 1965)
- The Shadow Of Your Smile (Verve, 1965)
- Look To The Rainbow (Verve, 1965)
- Beach Samba (Verve, 1966)
- A Certain Smile, A Certain Sadness с Walter Wanderley (Verve, 1967)
- Windy (Verve, 1968)
- September 17, 1969 (Verve, 1969)
- Gilberto Golden Japanese Album (Verve, 1969)
- I Haven’t Got Anything Better To Do (Verve, 1970)
- Astrud Gilberto With Stanley Turrentine (CTI, 1971)
- Astrud Gilberto Now (Perception, 1972)
- That Girl From Ipanema (Audio Fidelity, 1977)
- Astrud Gilberto Plus James Last Orchestra (Polygram, 1987)
- Live In New York (Pony Canyon, 1996)
- Temperance (Pony Canyon, 1997)
- Jungle (Magya, 2002)

### Музика за филм[4]
- The Deadly Affair (Verve, 1965)

### Компилације[4]
- The Best of Astrud Gilberto (Verve,1982)
- Compact Jazz — Astrud Gilberto (Verve, 1987)
- The Silver Collection (Verve 1991)
- Jazz 'Round Midnight (Verve 1996)
- Talkin' Verve (Verve, 1998)
- Astrud Gilberto’s Finest Hour (Verve, 2001)
- Astrud Gilberto — The Diva Series (Verve, 2003)
- Astrud, for Lovers (Verve, 2004)

### Компилације са другим извођачима[4]
- Vol. 9 — Verve Jazz Masters (Verve, 1994)
- Heirs to Jobim (BMG Victor, 1995)
- Red Hot + Rio (Verve, 1996)
- Bossa Nova for Lovers (Verve, 2003)

### Као гостујући извођач[4]
- Stan Getz/Joao Gilberto — Getz/Gilberto (Verve, 1963)
- Shigeharu Mukai/Astrud Gilberto — So & So — Mukai Meets Gilberto (Denon, 1982)
- Michael Franks — Passionfruit (Warner Bros., 1983)
- Etienne Daho — Eden (Virgin, 1996)
- George Michael — Ladies And Gentleman — Best of George Michael (Sony, 1998)